# Español ecuatoguineano

Extensión del idioma español en África, en rojo se señala el español ecuatoguineano.

El español ecuatoguineano o guineoecuatoriano (es-GQ) es el idioma español o castellano hablado en la República de Guinea Ecuatorial en la zona de África Central. De acuerdo con el Instituto Cervantes para 2006-2007, el 13,7% de la población tiene un dominio nativo y el 74% lo habla bien, lo que totaliza un 87,7% de la población total. El español ecuatoguineano está regulado por la Academia Ecuatoguineana de la Lengua Española.
El español es oficial en Guinea Ecuatorial desde su independencia. Desde 1984, también lo es el francés, el cual le está ganando terreno al español desde entonces como idioma de trabajo, en el que incluso se dan noticias en TV y radio, y, en general, en habla común se está dando una asimilación entre el francés y el español llamado «espaguifrancés». Más recientemente (desde 2007), también es oficial el portugués, sin embargo, el español es la lengua más hablada.

## Aspectos históricos, sociales y culturales

### Historia

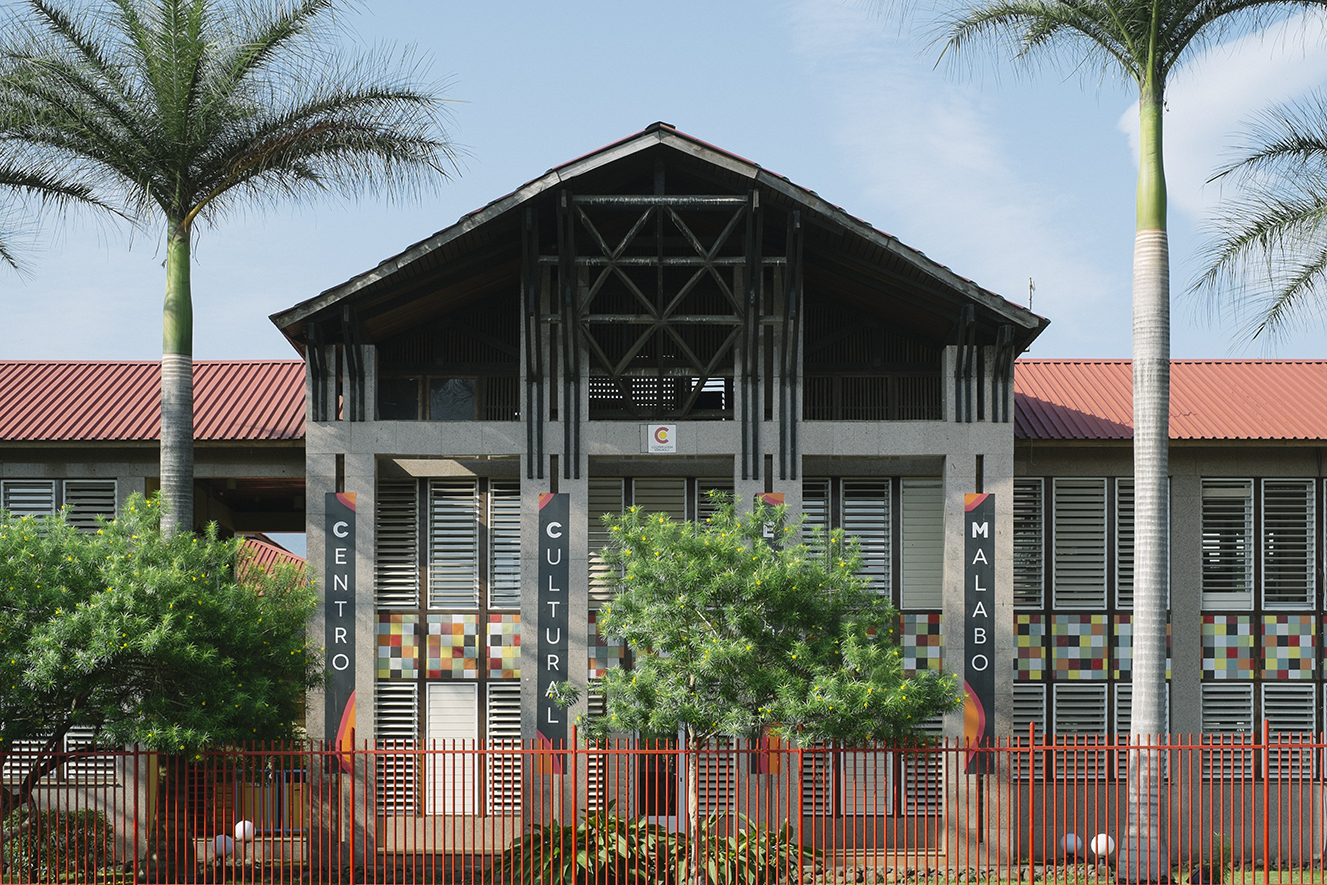
Centro Cultural de España en Malabo.

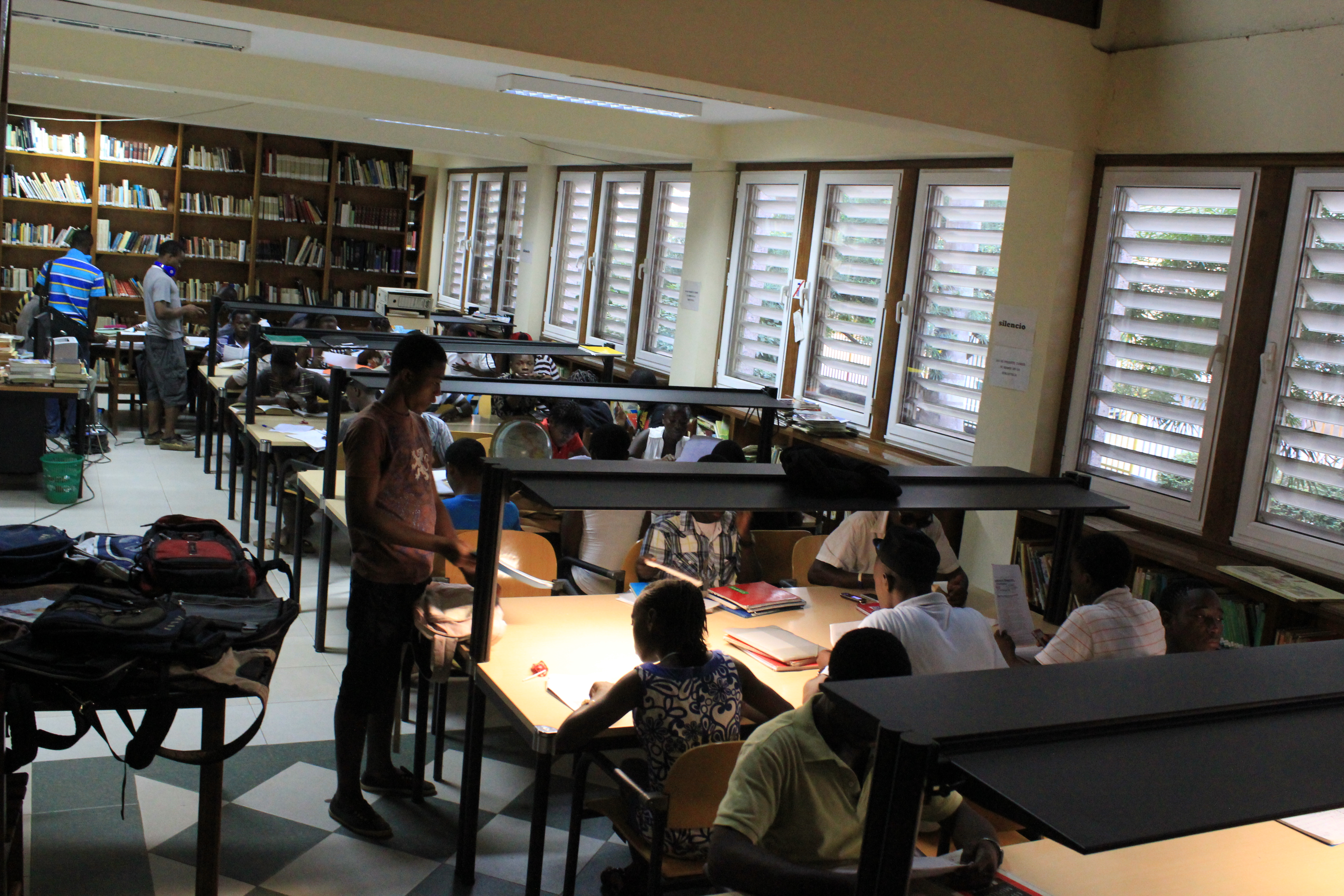
Centro Asociado de la UNED en Malabo.

La Guinea Española fue el pequeño territorio africano (islas Annobón y Fernando Poo) que España obtuvo de Portugal a cambio de diversos territorios americanos mediante el Tratado de San Ildefonso (1777) y el Tratado de El Pardo en 1778. La  colonización efectiva de la zona continental solo comenzó a fines del siglo XIX. Al país le fue concedida la independencia el 12 de octubre de 1968.
Por el Tratado de El Pardo, en 1778 Portugal cede Guinea Ecuatorial a España. En la segunda mitad del siglo XIX comenzará su colonización efectiva, hasta que en 1968 Guinea Ecuatorial logra su independencia. Tras la independencia, con la dictadura de Francisco Macías, el español fue perseguido, aunque se mantuvo su uso para dictar leyes y en las relaciones internacionales, además el español era la única lengua escrita, pues las nativas (el bubi, el ndowé, el bisió y el bujeba) son de tradición oral. En la actualidad el español está reconocido por su Constitución. Guinea Ecuatorial es uno de los países más pequeños de África, pero también uno de los más ricos gracias a los yacimientos de petróleo y gas encontrados allí.
El país conserva su propia diversidad de lenguas, pero el español es la lengua nacional de carácter oficial y comunicación interétnica.
El español es hablado en Bioko y la zona costera de Río Muni (continental) por un 90% de la población y en zonas del interior del continente por entre 60 y 70% de la población. Su conocimiento también guarda relación con la clase socioeconómica del hablante; el español en Guinea Ecuatorial es visto como un continuum entre las variedades más estandarizadas que hablan la clase intelectual hasta un nivel básico hablado por agricultores, pescadores, criados, etc., muchos de ellos no leídos y que aprenden el español sobre la marcha ignorando totalmente sus normas y mezclandolo mucho con sus lenguas maternas ('guineanismos').

### Estadísticas
El 13,7 % habla español con dominio nativo y que suelen tener más de 40 años. La mayoría, otro 74 %, lo habla bien, ya que el español se enseña en las escuelas. Del restante 12,3 % no se sabe su nivel de español, pues necesitan programas de alfabetización. Esto se traduce en que la mayoría de la población (cerca del 88 %) puede hablarlo, pero solo en torno a un 10-15 % de la población tiene un nivel alto de competencia en español.

### Desarrollo

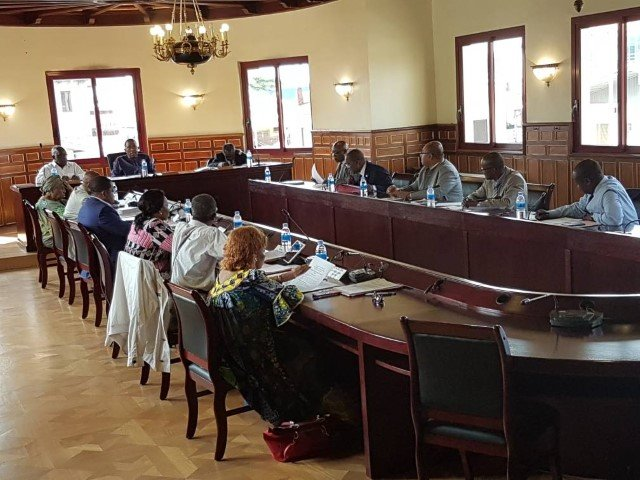
Reunión Plenaria de la Academia Ecuatoguineana de la Lengua Española, en Malabo

Todos los países vecinos de Guinea Ecuatorial son países francófonos, y además estos son sus socios económicos más próximos. El Estado ecuatoguineano oficializó el francés como lengua oficial del país en 1998, por un conflicto diplomático que tuvo el presidente Teodoro Obiang con el entonces primer ministro de España, José María Aznar. Sin embargo, según académicos de la Universidad Nacional de Guinea Ecuatorial tales como Julián Bibang y Mikel Larre en una entrevista realizada en 2022, este sería un movimiento político que no se reflejaría en la práctica, pues el sistema educativo del país sigue manteniéndose exclusivamente en español en todos los ámbitos y niveles de enseñanza. Además, el español vendría a ser usado activamente en el área administrativa del Estado, a veces en conjunto con lenguas locales dependiendo de la región, tales como el fang en Bata o el bubi y el pichi en Malabo, aunque Larre señaló que este último idioma se encontraba en retroceso.
El Instituto Cervantes, a través de proyecciones realizadas en 2005 y 2007, había pronosticado que el francés desplazaría al español como «lengua obligatoria» en el sector educativo y que el español corría grandes riesgos de desaparecer o deteriorarse por la «pujante influencia» de esta lengua, en parte debido a la «considerable ayuda económica» que otorgaba el Gobierno francés a Guinea Ecuatorial. No obstante, de acuerdo con Larre, para 2022 estos hechos no han sucedido, pues el francés «no está desplazando al español ni puede hacerlo, al menos a corto y medio plazo». El español, según él, se mantiene como el único idioma usado en el sector profesional. Las únicas excepciones a esta práctica ocurren en las empresas de habla francesa e inglesa, cuyos centros de trabajo emplean estas respectivas lenguas, sin impedir que los trabajadores ecuatoguineanos puedan conversar entre ellos en español. Además, indicó que el español se ha fortalecido desde la publicación de ambas proyecciónes por el Instituto Cervantes y que cada vez más niños han adoptado el idioma como lengua materna.
En 2009 la Real Academia Española incluyó en el plantel de académicos a 5 miembros de Guinea Ecuatorial.
En 2009, Guinea Ecuatorial se convirtió en miembro asociado de la Cumbre Iberoamericana, con la expectativa de convertirse en miembro de pleno derecho en un futuro. Además, el país es miembro de la Organización de Estados Iberoamericanos.
En 2013, durante la Cuarta reunión del Consejo Interministerial del Gobierno ecuatoguineano, en la que participaron el entonces primer ministro Vicente Ehate Tomi, el segundo vice primer ministro, Alfonso Nsue Mokuy, y el titular de Información, Prensa y Radio, Agustín Nze Nfumu, se abordó y aprobó el anteproyecto de decreto presidencial por el que se creó la Academia Ecuatoguineana de la Lengua Española.
El presidente de Guinea Ecuatorial, Teodoro Obiang, creó en octubre de 2013 la Academia Ecuatoguineana de la Lengua Española, según lo anunció el director de la Real Academia Española, José Manuel Blecua Perdices, quien también anunció que por primera vez el Diccionario de la RAE contendría términos del español de Guinea. En abril de 2014 Teodoro Obiang fue invitado a dar unas conferencias sobre el español en África en el Instituto Cervantes de Bruselas.

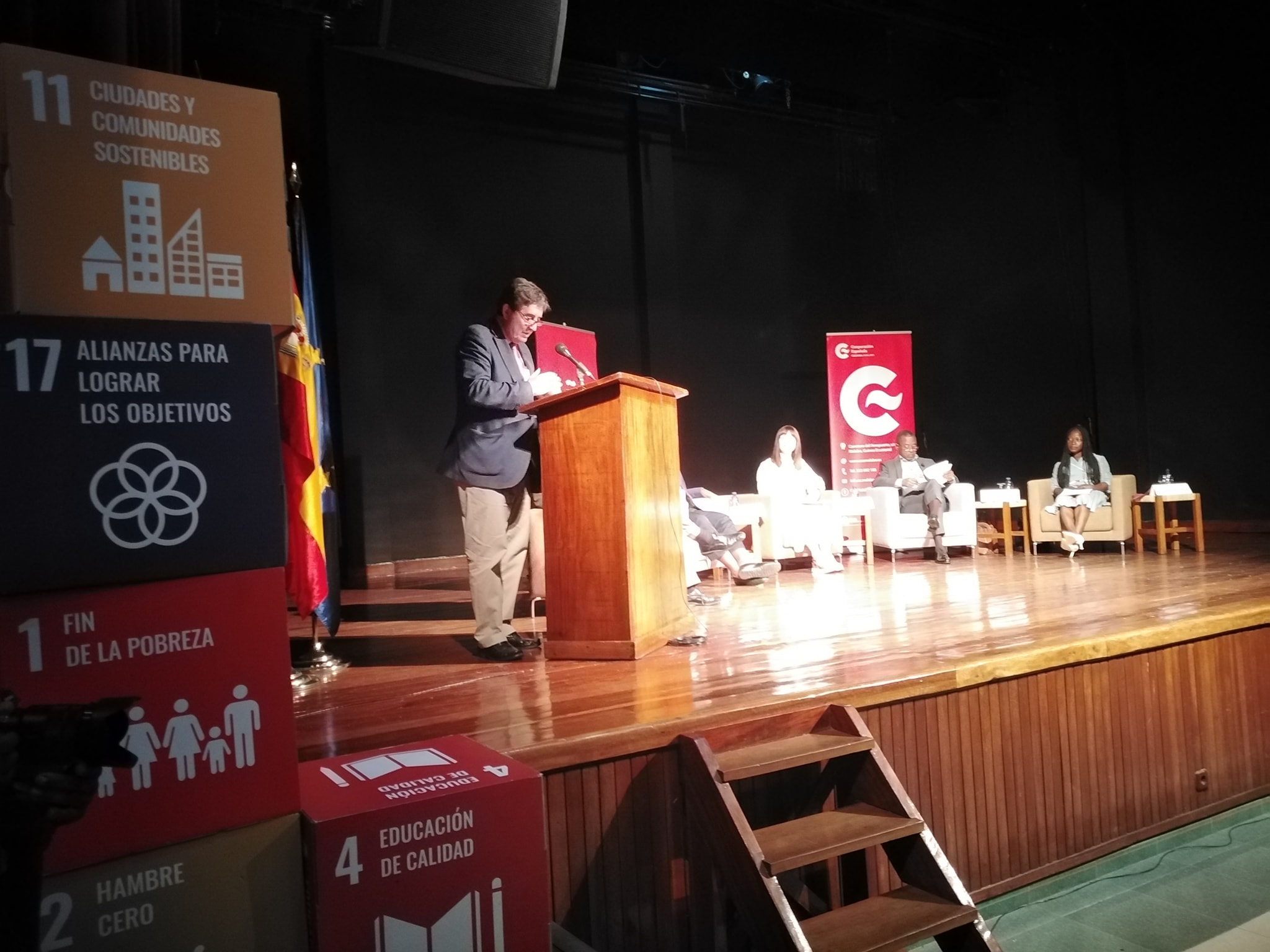
15ª edición de la Tribuna del Hispanismo del Instituto Cervantes en el Centro Cultural de España en Malabo (21 de julio de 2022).

A petición de Guinea Ecuatorial, el español es idioma de trabajo de la Unión Africana y a través de una enmienda del artículo 11 del Acta Constitutiva de la Unión Africana, se ha incluido al español entre los idiomas oficiales "de la Unión y de todas sus instituciones".
En julio de 2022, el Instituto Cervantes organizó en el Centro Cultural de España en Malabo la 15.ª Tribuna del Hispanismo, dedicada al hispanismo ecuatoguineano. En la misma, Luis García Montero anunció la "próxima apertura de un observatorio del Español en África con sede en Malabo".

### Medios de comunicación
El 31 de mayo de 2011, el Estado ecuatoguineano lanzó la señal internacional del canal de televisión pública TVGE, denominado TVGE Internacional, el cual se encuentra disponible por satélite y también a través de su página en Internet.

## Descripción lingüística

### Fonología

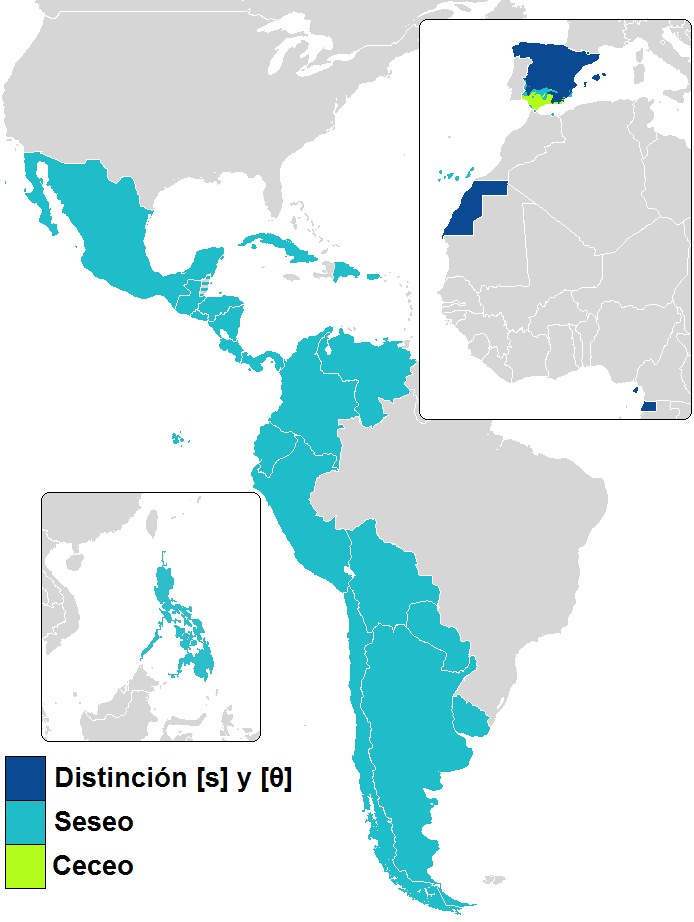
Distinción de fonemas /s/ y /θ/ en azul oscuro, dentro de los países donde se habla español.

Los primeros estudios ambiciosos del español tal como era hablado en Guinea Ecuatorial se deben a Castillo Barril (1964, 1969). En esos estudios su autor concluye que el español hablado por cada grupo étnico importante de Guinea Ecuatorial difiere debido a que la lengua bantú, pidgin o criollo que hablan, transfiere características distintas al español hablado por los ecuatoguineanos que en esa época generalmente era una segunda lengua. Por ejemplo los annabonenses son yeístas y seseantes, los fang tienden a simplificar diptongos (bueno > bono) y los "playeros" o ndowé practican la lenición ocasional /k/ > [x] o [h].
Entre los rasgos que pueden encontrarse en las diferentes variedades de español ecuatoguineano están:
- Hay ausencia total del fonema vibrante múltiple "rr", haciendo de caro y carro homófonos.
- Los fonemas /b, d, g/ se articulan como oclusivas en todos los contextos fonéticos, nunca como aproximantes como sucede en la mayoría de variedades de español.
- Frecuentemente /d/ se articula como vibrante simple [ɾ].[24]
- Los fonemas /p, t, k/ se pueden sonorizar, convirtiéndolas en [b], [d] y [g] respectivamente, especialmente tras nasal.
- El fonema de la /ʎ/ se articula débilmente o se pierde: botea. En general es yeísta.
- La /x/ puede variar de velar [x] como en la mayor parte de España, a una aspiración [h] como en el Caribe o el sur de España.
- La /f/ se articula bilabialmente [ɸ] o se torna [θ].
- Se distingue entre /θ/ (escrito "z" o "ce, ci") y /s/: casa ['kasa], caza ['kaθa], como en el dialecto castellano peninsular septentrional, aunque también se observa seseo asimilándose ambas a la consonante fricativa alveolar sorda /s/.
- Las palabras se dicen con marcada separación una de otra.
- La mayor parte de la etnia bubi pronuncia la "r" de forma gutural [ʀ], como el sonido de la "r" inicial del francés.
- La mayoría de los ndowés intercambian la "g" y la "j" por ejemplo en vez de jugar tienden a decir gujar.

### Perfil morfosintáctico
Se advierte:
- Extensión del uso del femenino.
- Omisiones del artículo.

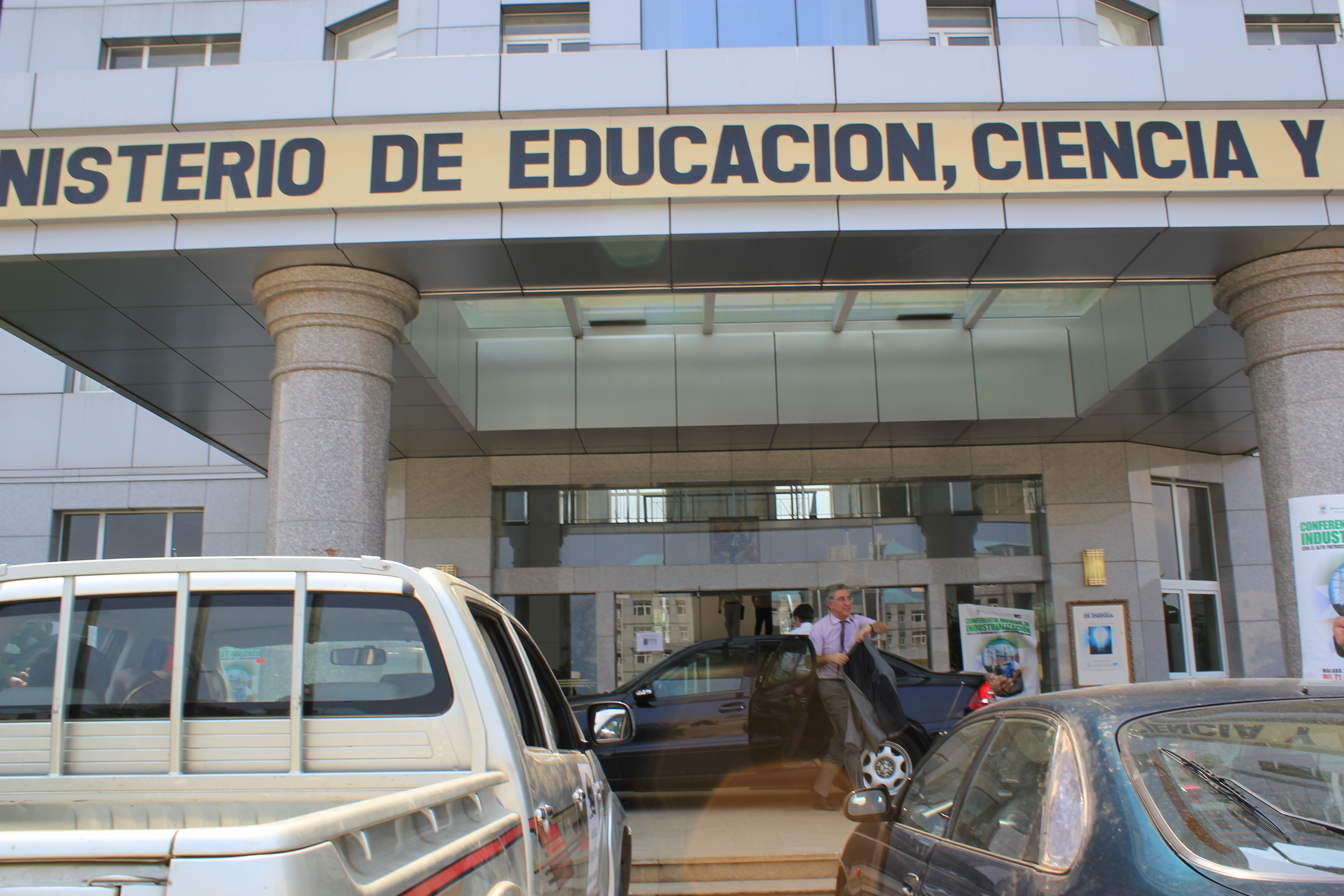
Ministerio de Educación, Ciencia y Deportes (Malabo)

- Se intercambian los usos de "tú" y "usted".
- Empleo redundante y uso diferente de pronombres reflexivos y preposiciones.
- Frecuente uso del gerundio y mezcla de los modos indicativo y subjuntivo.
- Se usa la segunda persona del plural al igual que en la España Peninsular ("vosotros" y sus conjugaciones), si bien también se emplea el "ustedes".
- Uso peculiar de la preposición en para marcar un locativo dirección: Voy en Bata 'Voy a Bata'.[25] Este uso también se da en el portugués angoleño.